# Join (SQL)
Join — операція з'єднання таблиць в SQL, яка сполучає дві таблиці в реляційній базі даних, утворюючи нову тимчасову таблицю, яку інколи називають «з'єднаною таблицею».
Згідно з ANSI-стандартом, в SQL існують такі типи з'єднання: внутрішнє — INNER, зовнішнє — OUTER та перехресне — CROSS. Зовнішнє з'єднання поділяється на ліве — LEFT OUTER, праве — RIGHT OUTER та повне — FULL OUTER. Особливим випадком є з'єднання таблиці з собою, що має назву самоз'єднання (англ. self-join).
З математичної точки зору операція з'єднання є фундаментальною операцією реляційної алгебри.

## Таблиці для прикладів
Всі приклади про типи з'єднання в цій статті використовуватимуть такі дві таблиці:
| КодВідділу | НазваВідділу |
| ---------- | ------------ |
| 31         | Продажі      |
| 33         | Розробка     |
| 34         | Бухгалтерія  |
| 35         | Маркетинг    |

| Прізвище  | КодВідділу | Строк |
| --------- | ---------- | ----- |
| Луценко   | 31         | 4     |
| Ющенко    | 33         | —     |
| Тимошенко | 33         | 5     |
| Янукович  | 34         | 50    |
| Литвин    | 34         | —     |
| Симоненко | 36         | —     |

Зауваження: Відділ маркетингу, код якого 35, тепер не має працівників. З іншого боку, працівник «Симоненко» має код відділу, який не вказує на жоден відділ у таблиці Відділ.

## Перехресне з'єднання
Оператор декартового з'єднання CROSS JOIN з'єднує дві таблиці. Порядок таблиць для оператора неважливий, оскільки оператор є симетричним.
Заголовок таблиці-результату є об'єднанням (конкатенацією) заголовків таблиць, що з'єднуються.
Тіло результату формується таким чином: кожен рядок однієї таблиці з'єднується з кожним рядком іншої таблиці, даючи тим самим в результаті всі можливі поєднання рядків двох таблиць.

## Внутрішнє з'єднання
Внутрішнє з'єднання з'єднує записи двох таблиць (A та B) на основі заданого предикату з'єднання. При цьому обчислюється декартів добуток усіх записів таблиць. Таким чином, усі записи таблиці A буде з'єднано з кожним із записів таблиці B, після чого в результатній таблиці залишаться лише ті записи, які задовольняють предикат з'єднання.
Цей тип з'єднання трапляється найчастіше[джерело?].

Приклад явного внутрішнього з'єднання:
```
SELECT
 
*

  
FROM
 
Працівник

       
INNER
 
JOIN
 
Відділ

       
ON
 
Працівник
.
КодВідділу
 
=
 
Відділ
.
КодВідділу

```

Приклад неявного внутрішнього з'єднання:
```
SELECT
 
*

  
FROM
 
Працівник
,
 
Відділ

 
WHERE
 
Працівник
.
КодВідділу
 
=
 
Відділ
.
КодВідділу

```

Результат внутрішнього з'єднання:
| Працівник.Прізвище | Працівник.КодВідділу | Відділ.НазваВідділу | Відділ.КодВідділу |
| ------------------ | -------------------- | ------------------- | ----------------- |
| Литвин             | 34                   | Бухгалтерія         | 34                |
| Ющенко             | 33                   | Розробка            | 33                |
| Янукович           | 34                   | Бухгалтерія         | 34                |
| Тимошенко          | 33                   | Розробка            | 33                |
| Луценко            | 31                   | Продажі             | 31                |

Зауваження: Працівник «Симоненко» та відділ «Маркетинг» відсутні в результатній таблиці, тому що працівник «Симоненко» має КодВідділу = 36, а відділу з таким кодом у таблиці Відділ немає. У свою чергу, відділ «Маркетинг» з КодВідділу = 35 не має жодного елементу з таким кодом у таблиці Працівник.

## Зовнішнє з'єднання

### Ліве зовнішнє з'єднання
Результат лівого зовнішнього з'єднання для таблиць А і Б містить всі кортежі з лівої таблиці (А), навіть якщо умова об'єднання не містить збігів з кортежами правої таблиці (Б). Це означає те, що, якщо умова порівняння не знайде записів у таблиці Б, то з'єднання в результаті все ж поверне рядки, але значення з колонок таблиці Б будуть порожніми. Іншими словами, ліве зовнішнє з'єднання повертає всі значення з лівої таблиці і додає значення колонок з правої таблиці або NULL, якщо немає збігу за предикатом з'єднання.
Наприклад, це дозволяє знаходити відділи працівників, але все ж показувати працівника, навіть якщо не існує їхнього відділу. Результат відрізняється від внутрішнього з'єднання тим, що працівники в неіснуючих відділах відфільтровуються.
Приклад лівого зовнішнього з'єднання:
```
SELECT
 
*

FROM
 
Працівник

     
LEFT
 
OUTER
 
JOIN
 
Відділ

     
ON
 
Працівник
.
КодВідділу
 
=
 
Відділ
.
КодВідділу

```

| Працівник.ПрізвищеПрацівника | Працівник.КодВідділу | Відділ.НазваВідділу | Відділ.КодВідділу |
| ---------------------------- | -------------------- | ------------------- | ----------------- |
| Луценко                      | 31                   | Продажі             | 31                |
| Ющенко                       | 33                   | Розробка            | 33                |
| Тимошенко                    | 33                   | Розробка            | 33                |
| Янукович                     | 34                   | Бухгалтерія         | 34                |
| Литвин                       | 34                   | Бухгалтерія         | 34                |
| Симоненко                    | 36                   | NULL                | NULL              |

### Праве зовнішнє з'єднання
Результат правого зовнішнього з'єднання для таблиць А і Б містить всі кортежі з правої таблиці (Б), навіть якщо умова з'єднання не містить збігів з кортежами лівої таблиці (А). Це означає те, що, якщо умова порівняння не знайде записів в таблиці А, то з'єднання в результаті все ж поверне рядки, але значення з колонок таблиці А будуть нульовими. Іншими словами, праве зовнішнє з'єднання повертає всі значення з правої таблиці і додає значення колонок з лівої таблиці або NULL, якщо немає збігу за предикатом з'єднання.
Наприклад, це дозволяє знаходити відділи працівників, але все ж показувати відділи, навіть якщо в них не буде працівників. Результат відрізняється від внутрішнього з'єднання тим, що працівники в неіснуючих відділах відфільтровуються.
Приклад правого зовнішнього з'єднання:
```
SELECT
 
*

FROM
 
Працівник

     
RIGHT
 
OUTER
 
JOIN
 
Відділ

     
ON
 
Працівник
.
КодВідділу
 
=
 
Відділ
.
КодВідділу

```

| Працівник.ПрізвищеПрацівника | Працівник.КодВідділу | Відділ.НазваВідділу | Відділ.КодВідділу |
| ---------------------------- | -------------------- | ------------------- | ----------------- |
| Луценко                      | 31                   | Продажі             | 31                |
| Ющенко                       | 33                   | Розробка            | 33                |
| Тимошенко                    | 33                   | Розробка            | 33                |
| Янукович                     | 34                   | Бухгалтерія         | 34                |
| Литвин                       | 34                   | Бухгалтерія         | 34                |
| NULL                         | NULL                 | Маркетинг           | 35                |

### Повне зовнішнє з'єднання
Повне зовнішнє з'єднання сполучає результати лівого та правого зовнішніх з'єднань. Результатна таблиця містить усі записи з обох таблиць, позначаючи NULL-значеннями відсутність збігів з кожного боку.
Приклад повного зовнішнього з'єднання:
```
SELECT
 
*

  
FROM
 
Працівник

       
FULL
 
OUTER
 
JOIN
 
Відділ

       
ON
 
Працівник
.
КодВідділу
 
=
 
Відділ
.
КодВідділу

```

Деякі системи баз даних, як-от DB2 до версії 2 включно, не підтримують цієї функціональності явно, але можуть емулювати її за допомогою об'єднання лівого та правого зовнішніх з'єднань. Наприклад:
```
SELECT
 
*

  
FROM
 
Працівник

       
LEFT
 
JOIN
 
Відділ

       
ON
 
Працівник
.
КодВідділу
 
=
 
Відділ
.
КодВідділу

 
UNION

SELECT
 
*

  
FROM
 
Працівник

       
RIGHT
 
JOIN
 
Відділ

       
ON
 
Працівник
.
КодВідділу
 
=
 
Відділ
.
КодВідділу

 
WHERE
 
Працівник
.
КодВідділу
 
IS
 
NULL

```

або:
```
SELECT
 
*

   
FROM
 
Працівник

        
LEFT
 
JOIN
 
Відділ

        
ON
 
Працівник
.
КодВідділу
 
=
 
Відділ
.
КодВідділу

  
UNION

 
SELECT
 
*

   
FROM
 
Відділ

        
LEFT
 
JOIN
 
Працівник

        
ON
 
Працівник
.
КодВідділу
 
=
 
Відділ
.
КодВідділу

  
WHERE
 
Працівник
.
КодВідділу
 
IS
 
NULL

```

або:
```
SELECT
 
*

   
FROM
 
Відділ

        
RIGHT
 
JOIN
 
Працівник

        
ON
 
Працівник
.
КодВідділу
 
=
 
Відділ
.
КодВідділу

  
UNION

 
SELECT
 
*

   
FROM
 
Працівник

        
RIGHT
 
JOIN
 
Відділ

        
ON
 
Працівник
.
КодВідділу
 
=
 
Відділ
.
КодВідділу

  
WHERE
 
Працівник
.
КодВідділу
 
IS
 
NULL

```

## Самоз'єднання
Самоз'єднання — з'єднання таблиці з собою.

## Альтернативи
Ефект зовнішнього з'єднання також можна отримати за допомогою UNION ALL між INNER JOIN та SELECT рядків «головної» таблиці, які не задовольняють умову з'єднання. Наприклад,
```
SELECT
 
Працівник
.
Прізвище
,
 
Працівник
.
КодВідділу
,
 
Відділ
.
НазваВідділу

FROM
 
Працівник

LEFT
 
OUTER
 
JOIN
 
Відділ
 
ON
 
Працівник
.
КодВідділу
 
=
 
Відділ
.
КодВідділу
;

```

можна переписати як
```
SELECT
 
Працівник
.
Прізвище
,
 
Працівник
.
КодВідділу
,
 
Відділ
.
НазваВідділу

FROM
 
Працівник

INNER
 
JOIN
 
Відділ
 
ON
 
Працівник
.
КодВідділу
 
=
 
Відділ
.
КодВідділу

UNION
 
ALL

SELECT
 
Працівник
.
Прізвище
,
 
Працівник
.
КодВідділу
,
 
cast
(
NULL
 
as
 
varchar
(
20
))

FROM
 
Працівник

WHERE
 
NOT
 
EXISTS
 
(

    
SELECT
 
*
 
FROM
 
Відділ

             
WHERE
 
Працівник
.
КодВідділу
 
=
 
Відділ
.
КодВідділу
)

```